# Shirvan, Iran
Shirvan este un oraș din Iran.